# Abudefduf troschelii

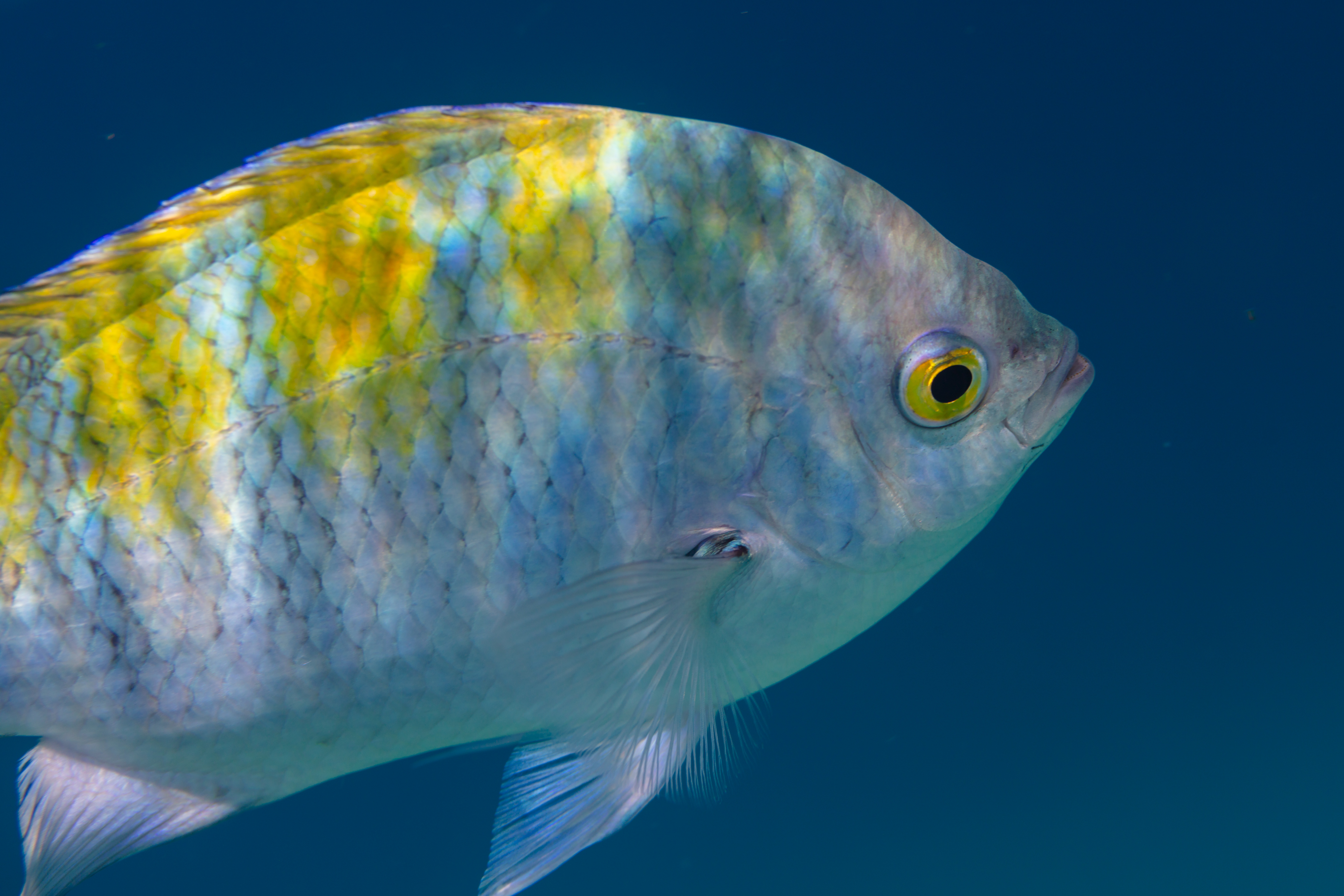

Abudefduf troschelii là một loài cá biển thuộc chi Abudefduf trong họ Cá thia. Loài này được mô tả lần đầu tiên vào năm 1862.

## Từ nguyên
Từ định danh của loài này được đặt theo tên của Franz Hermann Troschel, nhà động vật học người Đức.

## Phạm vi phân bố và môi trường sống
A. troschelii xuất hiện dọc theo bờ biển Đông Thái Bình Dương. Từ bờ biển phía nam bang California (Hoa Kỳ) và vịnh California, phạm vi của loài cá này trải dài đến Trung Peru, bao gồm tất cả các hòn đảo ngoài khơi.
A. troschelii sống gần những rạn san hô và bãi đá ngầm ở độ sâu đến ít nhất là 20 m.

## Mô tả
A. troschelii có chiều dài cơ thể tối đa được ghi nhận là 20 cm. A. troschelii có kiểu hình rất giống với Abudefduf saxatilis ở Đại Tây Dương và Abudefduf vaigiensis trên khắp Ấn Độ Dương - Thái Bình Dương: cơ thể màu trắng xám với vùng màu vàng tươi ở lưng. A. troschelii trưởng thành (trên 7 cm) chỉ có thể phân biệt với hai loài kia nhờ vào một mảng vảy cá ở mặt trong của gốc vây ngực.
Số gai ở vây lưng: 13; Số tia vây ở vây lưng: 12–13; Số gai ở vây hậu môn: 2; Số tia vây ở vây hậu môn: 10–13; Số tia vây ở vây ngực: 16–20; Số lược mang ở cung thứ nhất: 23–33; Số vảy đường bên: 19–23.

## Sinh thái học
A. troschelii sống thành đàn lớn và kiếm ăn ở gần mặt nước hoặc tầng nước giữa. Thức ăn của chúng là động vật phù du, một số loài thủy sinh không xương sống nhỏ và tảo.

### Sinh sản
Giai đoạn sinh sản của A. troschelii diễn ra trong vòng 9 ngày kể từ thời điểm trăng non, hiếm khi bắt đầu vào buổi chiều muộn. Cá bột nở ra khi mặt trời lặn dần. Vào mùa mưa, hoạt động sinh sản của loài này tại một số khu vực kéo dài trong 3–4 ngày, nhưng có thể đến 8 ngày hoặc hơn vào mùa khô ở vịnh Panama.
Cá đực có tập tính bảo vệ và chăm sóc trứng. Một loài có thể là mối đe dọa của A. troschelii là cá bàng chài Thalassoma lucasanum. T. lucasanum có thể hợp thành các nhóm từ 30 đến 300 cá thể để áp đảo A. troschelii đực đang canh giữ trứng, khiến T. lucasanum dễ dàng đột nhập vào tổ và ăn trứng.